# Isto Huvila
Isto Huvila, tidigare Vatanen, född 23 april 1976 i Raumo i Finland, är en finländsk informationsvetare och professor i biblioteks- och informationsvetenskap vid Uppsala universitet. Han är också studierektor för forskarutbildningen vid institutionen för ABM. Isto Huvila är dessutom docent i informationsvetenskap vid Åbo Akademi, där han disputerade 2006. 
Isto Huvila forskar inom en rad områden, såsom information management, kunskapsorganisation, kulturarvsinformation samt informationsaspekter vid sociala medier och virtuella världar inom bland annat e-hälsa.